# История Университета ИТМО
История Университета ИТМО — история становления российского федерального государственного автономного учебного заведения высшего и послевузовского образования. Вуз основан в 1900 году в Санкт-Петербурге. В 2009 получил статус национального исследовательского университета. В числе приоритетных направлений вуза — информационные технологии, искусственный интеллект, фотоника, робототехника, квантовые коммуникации, трансляционная медицина, Life Sciences, Art&Science, Science Communication.

## История
Переименования

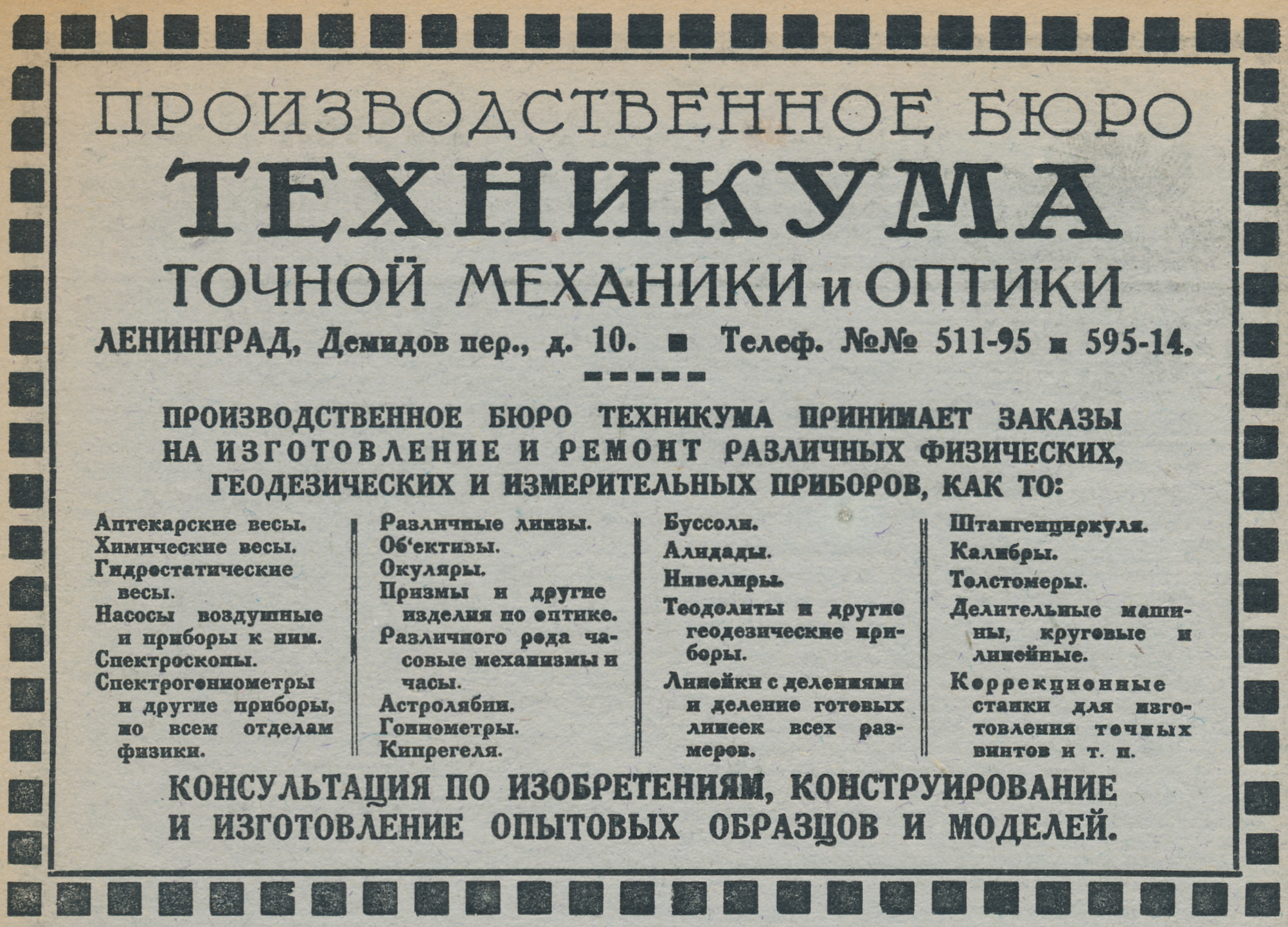
Реклама производственного бюро техникума ТМО, 1927 год

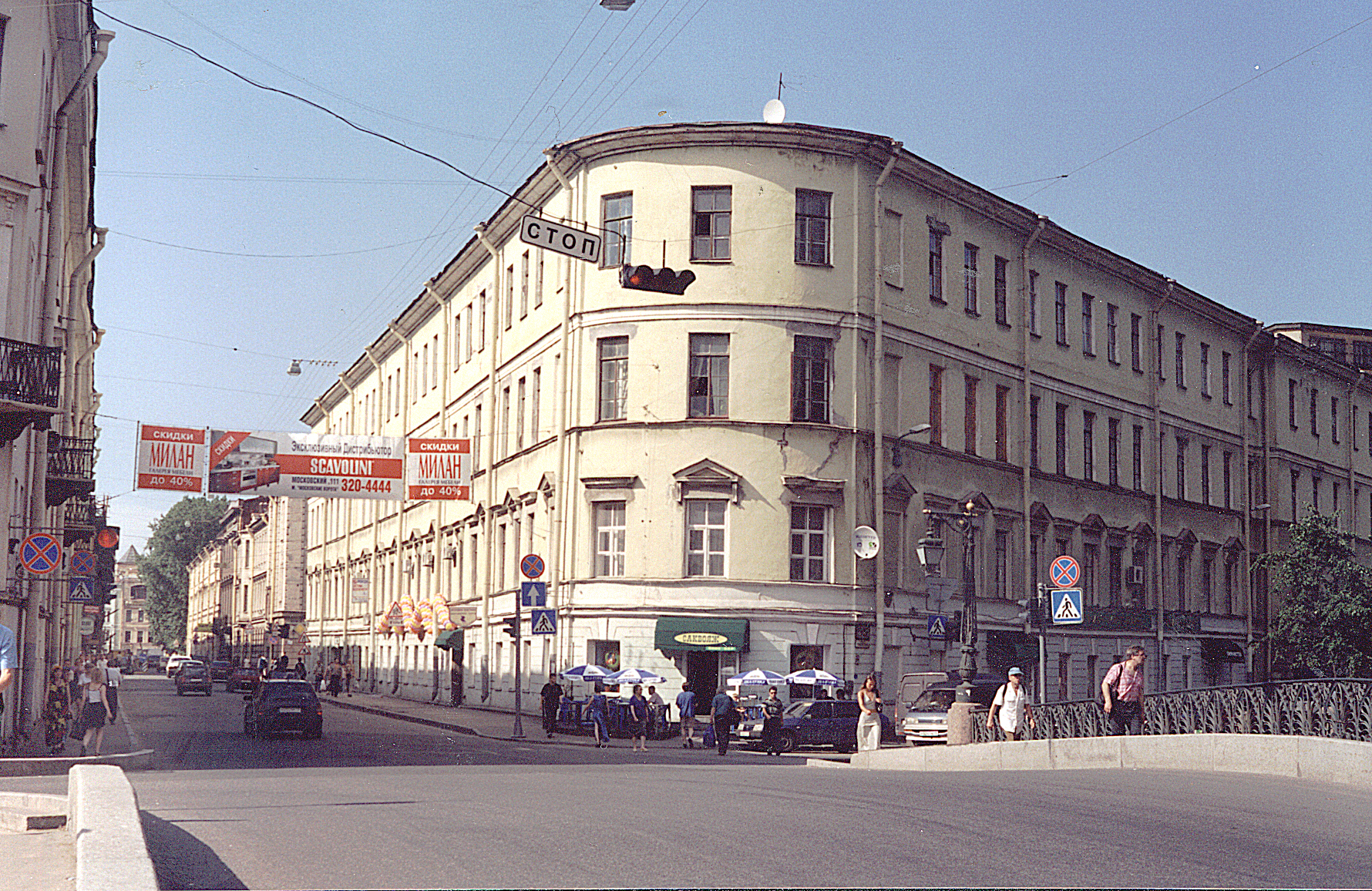
Первое здание ЛИТМО, Демидов пер. (пер. Гривцова), 10. 2006 год

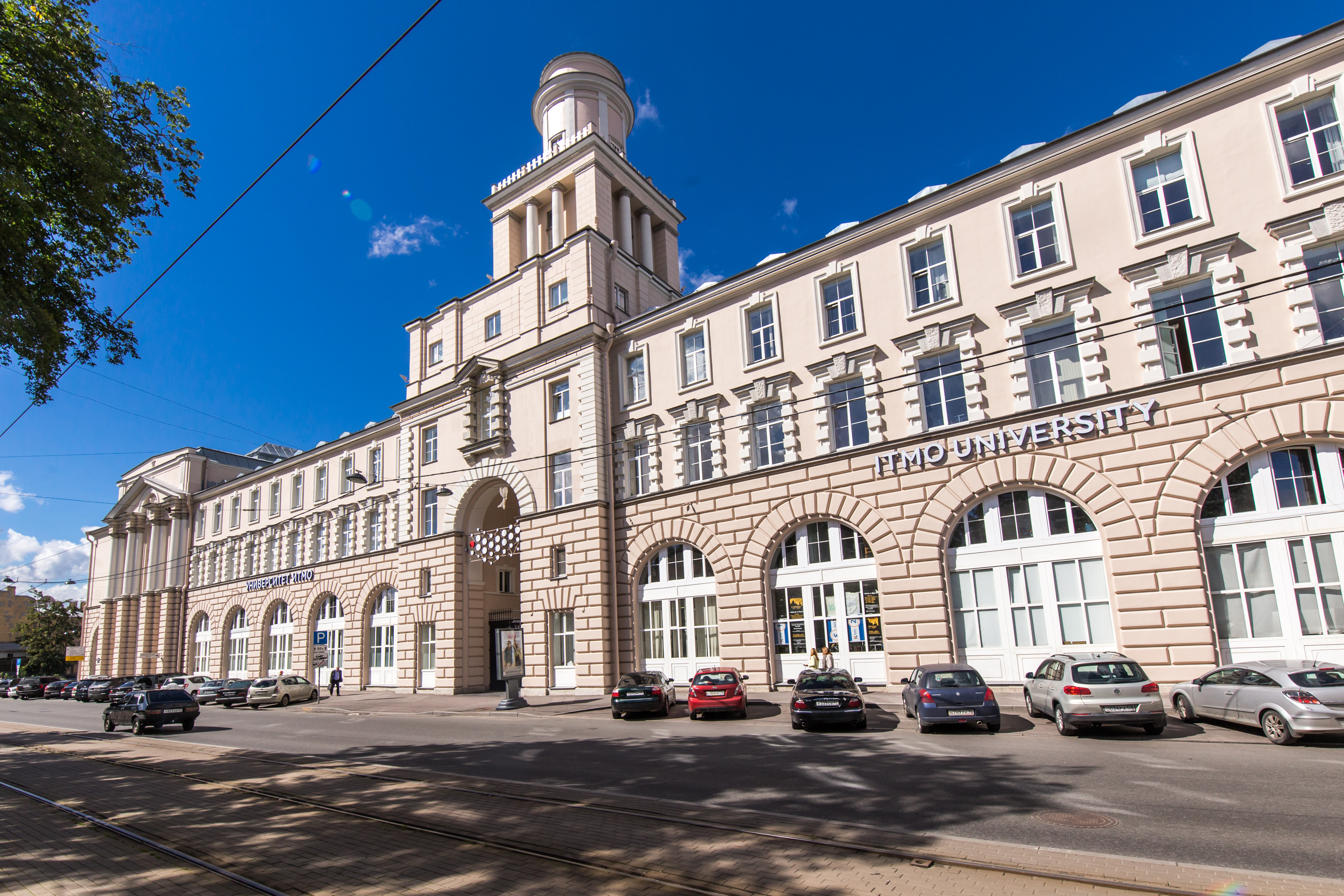
Главное здание Университета ИТМО на Кронверкском проспекте, 2016 год

1900 — Механико-оптическое и часовое отделение в Ремесленном училище цесаревича Николая

1917 — Петроградское техническое училище по механико-оптическому и часовому делу

1920 — Петроградский техникум точной механики и оптики

1924 — Ленинградский техникум точной механики и оптики

1933 — Ленинградский институт точной механики и оптики (ЛИТМО)

1992 — Санкт-Петербургский институт точной механики и оптики

1994 — Санкт-Петербургский государственный институт точной механики и оптики (Технический университет) (СПбГИТМО (ТУ))

2003 — Санкт-Петербургский государственный университет информационных технологий, механики и оптики (СПбГУИТМО)

2011 — Санкт-Петербургский национальный исследовательский университет информационных технологий, механики и оптики (СПбНИУ ИТМО)

2014 — Санкт-Петербургский национальный исследовательский университет информационных технологий, механики и оптики (Университет ИТМО)

2019 — Национальный исследовательский университет ИТМО (Университет ИТМО, ИТМО)

### Основание и развитие
Исходной датой стало 26 марта 1900 года, когда в Ремесленном училище цесаревича Николая было открыто Механико-оптическое и часовое отделение — единственное на тот момент  место в Российской империи, где готовили мастеров этой специализации. Отделение было рассчитано на 30 человек, но в первый же год было получено 65 прошений, в результате на часовую специальность было принято 18 человек, на механико-оптическую — 21.
После Октябрьской революции в 1917 году Механико-оптическое и часовое отделение выделилось в самостоятельное учебное заведение — Петроградское техническое училище по механико-оптическому и часовому делу, его заведующим стал физик Норберт Завадский. Основные классы этого училища в 1920 году были преобразованы в Петроградский техникум точной механики и оптики (позже — Ленинградский), а Горфинотдел Петрограда выделил для него здание в Демидовом переулке (переулок Гривцова). При техникуме было производство, где изготавливались различные сложные изделия точной механики и оптики.

### Советское время
В 1930 году техникум был преобразован в Ленинградский учебный комбинат (спустя год вуз выпустил первых советских инженеров-приборостроителей), из которого в 1933 году выделились Ленинградский институт точной механики и оптики (ЛИТМО), дневной и вечерний техникумы точной механики и оптики, а также школы фабрично-заводского ученичества. Первая научно-исследовательская лаборатория ЛИТМО была создана при кафедре технологий оптического стекла. Разработки сотрудников этой лаборатории избавили СССР от импорта дорогостоящих абразивов.
В 1937 году в ЛИТМО открылась одна из первых в СССР лабораторий счётно-решающих приборов, преобразованная впоследствии в кафедру математических и счётно-решающих приборов и устройств. Уже к осени 1939 года кафедра стала одной из ведущих в институте и занялась разработкой электромеханических вычислительных устройств и приборов управления. К 1940 году в институте числилось свыше 1400 студентов, работало 27 профессоров и докторов наук, 80 доцентов и кандидатов наук.
В начале Великой Отечественной войны 189 студентов и 85 сотрудников ЛИТМО отправились на фронт, а ещё 450 человек вошли в состав городского народного ополчения. Учёба в вузе продолжалась до конца 1942-го, после этого студентов и преподавателей эвакуировали в город Черепаново Новосибирской области.
Во время блокады Ленинграда в институте работала военно-ремонтная база Ленфронта, где изготавливали контрольно-измерительные приборы для армейских и флотских подразделений, совершенствовали оптические прицелы, ремонтировали артиллерийские бинокли, орудийные панорамы, зенитные визиры, стереотрубы, перископы, вытачивали «стаканы» для зенитных снарядов, детали сухопутных и морских мин, прицелы для самолётов.
Документ о реэвакуации был подписан после полного снятия блокады Ленинграда 10 августа 1944 года, уже в октябре возобновились занятия.
Институт после войны активно развивался. Уже осенью 1945 года был открыт факультет электроприборостроения, вскоре его реорганизовали в радиотехнический. На факультете создали одну из первых в стране кафедру квантовой радиоэлектроники, сыгравшую важную роль в разработке советских лазеров. В апреле 1946 года по инициативе президента АН СССР и ряда его действительных членов был открыт инженерно-физический факультет.
С 1956 по 1958 год на кафедре счётно-решающих приборов создавалась ЭВМ «ЛИТМО-1». Машина совершала инженерные расчёты в двоичной системе, но ввод данных и вывод результатов был в десятичной. В 1960-х открылась лаборатория лазерной технологии. В 1970-е годы был построен учебный корпус на Саблинской улице (фасадом на Кронверкский проспект), который стал главным зданием университета. Во время активного развития микропроцессорной техники в 1980 года в ЛИТМО открыли Институт повышения квалификации по новым направлениям развития техники и технологии.

### Российское время до 2010 года
В 1992 году ЛИТМО переименовали в Санкт-Петербургским институтом точной механики и оптики, в 1994-м институту присвоили статус университета. В том же году был открыт факультет компьютерных технологий и управления — крупнейший в составе университета. В том же году институт выступил инициатором и основным разработчиком RUNNet — IP-сети, объединяющей все крупные научно-образовательные центры того времени через спутниковые станции «Радуга России». Подключением руководил профессор Владимир Васильев. В 1995-м в университете был создан научный центр «Компьютерная оптика».
В 2003 году вуз переименовали в Санкт-Петербургский государственный университет информационных технологий, механики и оптики. С 2006 по 2008 годы в структуру ИТМО вошли Академия методов и техники управления (ЛИМТУ), Институт международного бизнеса и права и Петербургский колледж морского приборостроения. В 2011-м в рамках президентской инициативы по оптимизации учебного процесса Петербургский государственный университет низкотемпературных и пищевых технологий объединили с ИТМО на правах факультета Институт холода и биотехнологий.
В 2009 году вуз получил статус национального исследовательского университета, а переименование в НИУ ИТМО произошло спустя два года.

## Руководство
- 1900—1930 — Норберт Завадский
- 1930 — К. Ф. Мейер
- 1930—1931 — Н. В. Ипполитов
- 1931—1935 — А. В. Бахшинов
- 1935—1937 — Х. В. Бальян
- 1937—1938 — И. П. Петров
- 1938—1952 — С. А. Шиканов
- 1952—1953 — В. П. Коротков
- 1953—1961 — А. А. Капустин
- 1961—1974 — Сергей Митрофанов
- 1974—1986 — Геннадий Дульнев
- 1986—1996 — Г. И. Новиков

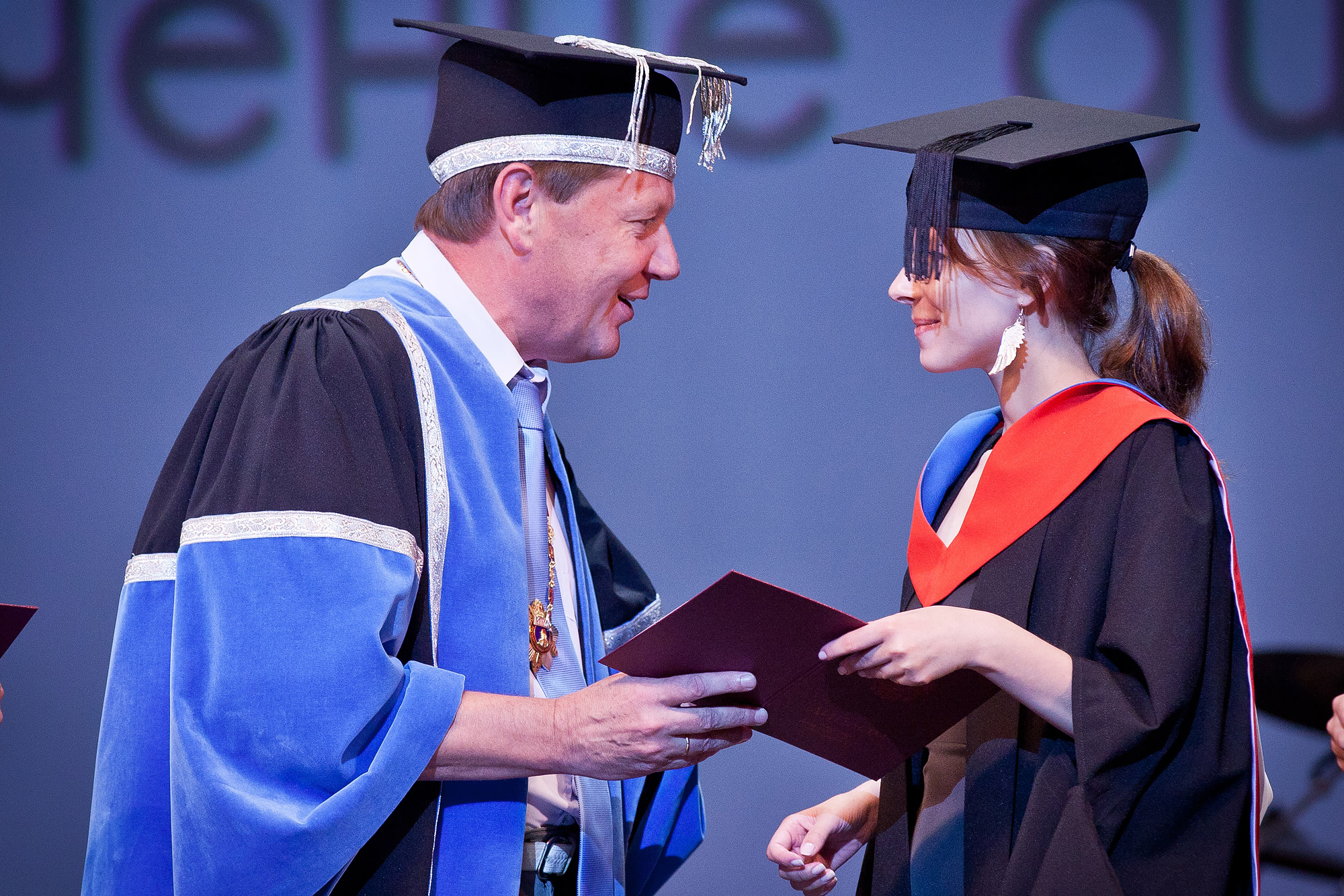
Ректор Владимир Васильев на вручении дипломов в 2013 году

- 1996—н.в. — Владимир Васильев[19][20]

## Здания и мемориальные доски
На учебном корпусе бывшего СПбГУНиПТ на улице Ломоносова установлена гранитная мемориальная доска: «В этом здании в июле 1941 года формировался 1-й стрелковый полк 3-й Фрунзенской дивизии Армии народного ополчения города Ленинграда».
На доме спортивного комплекса ИТМО в Вяземском переулке в 1997 году установлена мемориальная доска с барельефом: «Здесь жил и учился с 1955 по 1961 год известный русский поэт Александр Александрович Шевелёв».
В 2013—14 годах во дворе учебного корпуса на Биржевой линии находился памятник Стиву Джобсу в виде гигантского iPhone 4.
| Учебные корпуса - Кронверкский проспект, 49 (главный корпус) - улица Ломоносова, 9 - переулок Гривцова, 14-16 - Биржевая линия, 4 и 14-16 - Кадетская линия ВО, 3 к2 - Вяземский переулок, 5-7 (спортивный комплекс) - улица Гастелло, 12 - Новоизмайловский проспект, 34 к3 - Улица Чайковского, 11/2 - Песочная набережная, 14 - Хрустальная улица, 14 - 2-я Комсомольская улица, 5 и 7 к1 | Общежития - Альпийский переулок, 15 к2 - Вяземский переулок, 5-7 - Белорусская улица, 6 - Улица Ленсовета, 23 - Серебристый бульвар, 29 к1 - Новоизмайловский проспект, 16 (Межвузовский студенческий городок) |

## Музеи

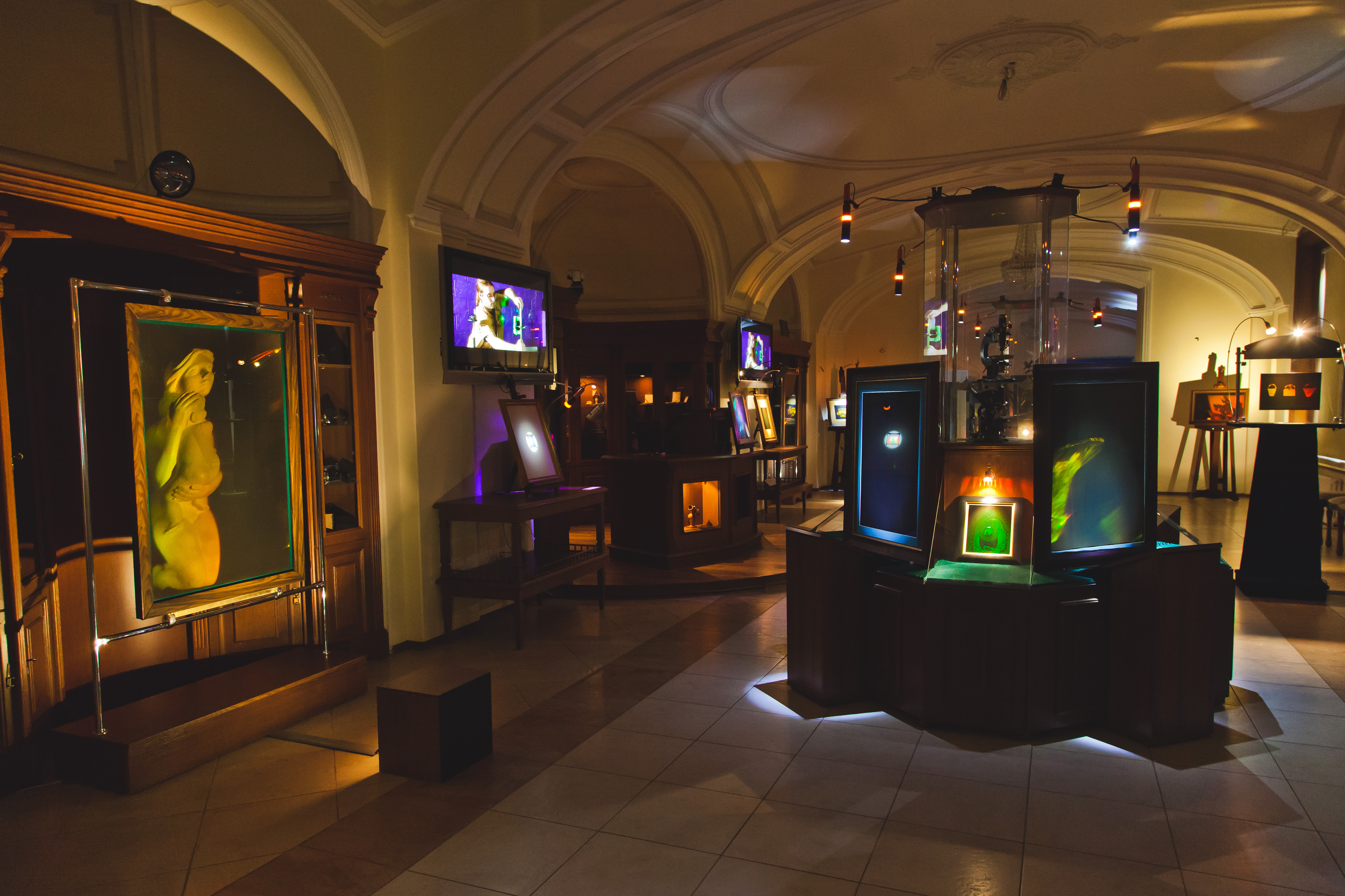
Выставка Университета ИТМО «Magic of Light», 2015 год

В университете три музея. Научно-образовательный центр Музей истории Университета ИТМО открыт в 2006 году и находится в переулке Гривцова. В трёх залах представлены более 9 тысяч единиц хранения, среди которых личные вещи преподававших тут учёных, например, рабочие столы физика Норберта Завадского и оптика Михаила Русинова. Виртуальный справочник музея содержит фотографии и исторические справки. В 2012-м коллектив ИТМО стал лауреатом премии Правительства Петербурга за сохранение истории вуза.
Интерактивный Музей оптики организован в 2008 году, расположен на первом этаже бывшего дома купца Григория Елисеева на Биржевой линии. В 11 залах представлены оптоклоны изделий Фаберже, включая его пасхальные яйца, уникальная коллекция оптических стёкол и голограммы, созданные ещё во времена основоположника оптической голографии Юрия Денисюка, который работал в этом здании в советское время. В 2015—16 годах при поддержке Греческого института голографии здесь проводились выставки «Magic of Light», «Magic of Light. Lite» и «Живой свет».
Музей Института холода и биотехнологий был открыт ещё в 1936 году (институт присоединили к ИТМО в 2011 году), находится в здании Императорского коммерческого училища на улице Ломоносова. В музее хранятся 60 фотоальбомов и книг о выдающихся сотрудниках института и представлена галерея портретов. В 2021 и 2022 годах в здании домовой церкви при университетском корпусе проводилась выставка дипломных работ магистрантов программы Art&Science.

## Библиотека
Годом основания библиотеки считается 1900-й. Уже к 1925 году фонд насчитывал 2600 экземпляров, а в 1945 году — 90 тысяч. Изначально библиотека размещалась в переулке Демидова (Гривцова), в годы войны была эвакуирована в Черепаново, а в 1970 году получила специально спроектированные помещения в новом главном здании университета на Саблинской улице.
Университетская библиотека пополнялась несколько раз за счёт присоединённых учебных заведений. В 2003-м она получила собрание факультета среднего профессионального образования — книги бывшего Механического техникума № 1, до 2019-го этот фонд работал на правах отдела. Первые книги в техникум поступили в мае 1945 года от читателей-блокадников. В начале 2000 годов собрание составляло уже 44 тыс. экземпляров. К 2008-му оно расширилось до 56 тыс. единиц из-за объединения с библиотекой Колледжа морского приборостроения. В 2005 году книжный фонд ИТМО пополнился фондом Государственного оптического института (ГОИ), который комплектовался с 1918 года, с 1974-го библиотека ГОИ носила статус депозитария Всероссийского значения по оптике и оптическому приборостроению. В 2006 году ИТМО получила архивы Академии ЛИМТУ, в 2011-м — библиотеку Университета низкотемпературных и пищевых технологий, основанную в 1931-м и к моменту присоединения насчитывавшую около 1 млн единиц хранения.
На 2022 год библиотека Университета ИТМО содержит 2,6 млн единиц хранения и предоставляет доступ к российским и зарубежным полнотекстовым и реферативным научным электронным ресурсам: Web of Science, Conference Proceedings Citation, Journal Citation Reports, Scopus, РИНЦ, ScienceDirect, Springer, ACM, OSA, SPIE и др. Входит в Российскую библиотечную ассоциацию, Петербургское библиотечное общество, Национальный электронно-информационный консорциум и Ассоциацию региональных библиотечных консорциумов.
В 2020-м библиотеку в главном учебном корпусе и в здании на улице Ломоносова реконструировали, открыли обновлённый читальный зал с компьютерами и круглосуточный коворкинг. На конец 2022 года в корпусах вуза действует шесть коворкинг-зон, самая вместительная на 200 человек.

## Издательство
Университет выпускает книги, учебные пособия и научные журналы. В 2000 году к 100-летию университета были выпущены две книжные серии: «НИУ ИТМО: Годы и люди» и монографии «Выдающиеся люди Университета ИТМО».
Научные периодические издания:
- «Известия вузов. Приборостроение» (ISSN: 0021-3454 — печатная версия, 2500-0381 — онлайн версия) организован Министерством высшего образования СССР, первый номер вышел в январе 1958-го. К 1991 году журнал выпускался раз в месяц по 3 тыс. экземпляров, распространялся по подписке. В 1992-м тираж и периодичность резко сократились, через пять лет выходили 9 номеров в год, с 2015-го вновь выходит ежемесячно. С того же года издание входит в базы РИНЦ и WoS[37].
- «Научно-технический вестник» (ISSN: 2226—1494 — печатный, 2500-0373 — онлайн) выходит с 1936 года, в 1990-е года выпуск прерывался, возобновлён в 2001-м. Выходит раз в два месяца, индексируется в Scopus[38].
- «Наносистемы: физика, химия, математика» (ISSN: 2220-8054 — печатный, 2305-7971 — онлайн) издаётся с 2010 года раз в два месяца, индексируется в Scopus, WoS, РИНЦ и на других платформах[39].
- «Оптический журнал» (ISSN:1023-5086) выходит раз в месяц с 1931 года, индексируется Scopus, WoS, РИНЦ, ВАК[40].
- «Процессы и аппараты пищевых производств» (ISSN: 2310—1164) до 2013 года назывался «Научный журнал СПбГУНиПТ». Выходит раз в квартал. С 2006-го по 2008-й печатался как сборник трудов, после — как периодическое научное издание. Журнал индексируется в РИНЦ, AGRIS и другими базами[41].
- «Экономика и экологический менеджмент» (ISSN: 2310-1172С) — электронное издание, выходит 4 раза в год с 2007-го, индексируется ВАК, РИНЦ, Scopus, WoS[42].
- «Экономика. Право. Инновации» (ISSN: 2713—1874) выпускается с 2012-го раз в квартал, индексируется в РИНЦ[43].
- «Холодильная техника и кондиционирование» (ISSN: 2310—1148) издавался от двух до четырёх раз в год с 2007-го по 2019-й[44].

Официальная газета выходит с 1931 года. Изначально называлась «Кузница кадров», многократно переименовывалась: «За точное приборомашиностроение», «Оптико-механик», «Приборостроитель», «Кадры приборостроению». В сентябре 1956-го печать приостановили из-за финансовых затруднений, с 1994 года возобновили под заголовком «Технический университет ИТМО». С 2015-го газету заменило онлайн-медиа «Мегабайт», включая одноимённое радио. На базе «Мегобайта» проводится Всероссийский студенческий форум научно-популярной журналистики ScienceMedia. Помимо него с 2011-го в ИТМО выходит студенческий журнал «NewTone».
Официальная газета выходит с 1931 года. Изначально называлась «Кузница кадров», многократно переименовывалась: «За точное приборомашиностроение», «Оптико-механик», «Приборостроитель», «Кадры приборостроению». В сентябре 1956-го печать приостановили из-за финансовых затруднений, с 1994 года возобновили под заголовком «Технический университет ИТМО». С 2015-го газету заменило онлайн-медиа «Мегабайт», включая одноимённое радио. На базе «Мегобайта» проводится Всероссийский студенческий форум научно-популярной журналистики ScienceMedia. Помимо него с 2011-го в ИТМО выходит студенческий журнал «NewTone».